# Die Reise zum Weihnachtsstern
Die Reise zum Weihnachtsstern (norwegisch: Reisen til julestjernen) ist ein 1924 veröffentlichtes Märchenspiel des Dramatikers Sverre Brandt. Es wurde in vielen skandinavischen Theatern aufgeführt und 1976 von Regisseur Ola Solum sowie erneut 2012 von Nils Gaup unter dem gleichnamigen Titel (deutsche Synchronisation: „Die Legende vom Weihnachtsstern“) verfilmt.

## Handlung
Die kleine Königstochter bricht in der Nacht unbemerkt auf, um den Weihnachtsstern zu suchen. Da sie am Tag darauf nirgends gefunden werden kann, macht sich ihre Mutter auf die Suche nach ihr. Beide kehren nicht wieder zurück. Daraufhin verflucht der König den Weihnachtsstern, welcher fortan zur Weihnachtszeit nicht mehr ins Königreich kommt.
Zwölf Jahre später kehrt die Königstochter zurück, doch ihr Vater erkennt sie nicht wieder. Noch einmal zieht sie daraufhin los, um den Weihnachtsstern wiederzufinden. Sie erfährt, dass dieser nur zurückkehren wird, wenn sie ihn sich sehnlichst wünscht. Von da an kommt der Weihnachtsstern zurück ins Königreich und auch die Familie ist wieder glücklich vereint.